# قسطية (نبات)
القسطية (الاسم العلمي: Costaceae) هي فصيلة من النباتات تتبع رتبة الزنجبيليات من طائفة.

## أجناس
- القسط